# Observation Bluff
Das Observation Bluff (englisch für Beobachtungsklippe) ist ein 110 m hohes Kliff auf Signy Island im Archipel der Südlichen Orkneyinseln. Es ragt am östlichen Ende eines unvereisten Gebirgskamms auf, der die Nordseite des Paal Harbour flankiert.
Wissenschaftler der britischen Discovery Investigations nahmen 1933 grobe Vermessungen vor. Detaillierter erfolgte dies 1947 durch den Falkland Islands Dependencies Survey. Das Kliff diente den Mitarbeitern des Survey zur täglichen Beobachtung der Meereissituation, was ihm seinen Namen verlieh. 